# 2009
2009 (MMIX) je bilo navadno leto, ki se je po gregorijanskem koledarju začelo in končalo na četrtek. Organizacija združenih narodov je proglasila 2009 za mednarodno leto astronomije. Posvečeno je tudi Charlesu Darwinu ob dvestoletnici njegovega rojstva in stopetdeseti obletnici izida njegovega najpomembnejšega dela O izvoru vrst.

## Dogodki

### Januar
- 1. januar – 
  - Avstrija, Japonska, Mehika, Turčija in Uganda postanejo nove članice Varnostnega sveta Organizacije združenih narodov.
  - Češka prevzame predsedovanje Evropski uniji, ki ji je zadnjo polovico leta 2008 predsedovala Francija.
  - zaradi požara v Bangkoku med praznovanjem novega leta umre najmanj 66 ljudi.
  - Vilna (glavno mesto Latvije) in Linz (Avstrija) postaneta Kulturni prestolnici Evrope, Asunción (glavno mesto Paragvaja) pa postane Kulturna prestolnica Amerike.
- Na Slovaškem prevzamejo Evro, ki nadomesti Slovaško krono.
- 7. januar – rusko državno podjetje Gazprom zaradi spora z Ukrajino prekine dobavo zemeljskega plina po cevovodih proti Evropi, kar povzroči energetsko krizo.
- 13. januar – Etiopija prične iz območja Somalije umikati svoje vojaške enote, ki so poskušale v Etiopiji vzdrževati red skoraj dve leti.
- 15. januar – Let 1549 US Airways mora na poti iz LaGuardia Airport na Charlotte/Douglas International Airport v New Yorku zasilno pristati na reki Hudson. Preživi vseh 155 potnikov. Za okvaro letala so domnevno krive kanadske gosi.
- 17. januar – Izrael napove prekinitev ognja v Gazi. Pogodbo, ki začne veljati naslednji dan, Hamas sprejme na lastno pest.
- 20. januar – Barack Obama zapriseže kot 44. predsednik Združenih držav Amerike. Inavguracije se udeleži rekordnih 1,8 milijona ljudi.
- 21. januar – Izrael umakne vse svoje enote iz Gaze.
- 22. januar – uporniški voditelj Konga Laurent Nkuda zajame ruandske sile, ko prestopijo mejo.
- 26. januar – gospodarska kriza na Islandiji povzroči razpad bančnega sistema in vlade; odstopi tudi ministrski predsednik.

### Februar
- 1. februar – Odprto prvenstvo Avstralije 2009 v tenisu se konča z zmago Rafaela Nadala pri moških in Serene Williams pri ženskah posamično.
- 1. februar – Patriarh Kiril I. je ustoličen kot novi patriarh ruske pravoslavne Cerkve.
- 2. februar – Iranski predsednik Mahmud Ahmadinedžad naznani, da ima Iran svoj satelit Omid.
- 7. – 11. februar – najhujši gozdni požari v zgodovini Avstralije zahtevajo vsaj 181 žrtev, skoraj 2000 domov je uničenih.
- 10. februar – v prostoru nad Sibirijo trčita ameriški in ruski satelit, zaradi česar nastane ogromno vesoljskih smeti.
- 11. februar – Morgan Tsvagirai zapriseže kot novi predsednik vlade v Zimbabveju.
- 12. februar – let 3407 družbe Colgan Air se zruši na Clarence Center v predmestju Buffala v zvezni državi New York v ZDA. Umre 49 ljudi na letalu in eden na zemlji.
- 14. februar – Litva praznuje tisočo obletnico svojega imena.
- 22. februar – na 81. podelitvi oskarjev v Los Angelesu (Kalifornija, ZDA) prejme nagrado za najboljši film in še sedem drugih film Revni milijonar.
- 26. februar – nekdanji predsednik Srbije Milan Milutinović je oproščen na Mednarodnem kazenskem sodišču za nekdanjo Jugoslavijo, obtožen pa je bil vojnih zločinih med vojno na Kosovu

### Marec
- 2. marec – med oboroženim napadom na njegovo stalno prebivališče je umorjen predsednik Gvineje Bissau.
- 4. marec – Mednarodno kazensko sodišče izda nalog za aretacijo Omarja Hassana al Baširja zaradi vojnih zločinov in zločinov proti človeštvu v Darfurju. Al Bašir, predsednik Sudana, je prvi voditelj države, proti kateremu je bil izrečen tak ukrep v času, ko je bil še na oblasti.
- 17. marec – v državnem udaru je strmoglavljen predsednik Madagaskarja Marc Ravalomanana; vojska postavi na njegovo mesto Andryja Rajoelino.
- 27. marec – Najmanj 99 ljudi je ubitih zaradi napake na jezu Gintung v Indoneziji.
- 29. marec – prebivalci otočja Mayotte v Indijskem oceanu na referendumu odločijo, da bo ozemlje postalo čezmorski departma Francije.

### April
- 1. april – Albanija in Hrvaška postaneta članici zveze NATO.
- 2. april – drugi vrh skupine G-20.
- 3.-4. april – na enaindvajsetem vrhu Nata ob 60. obletnici organizacije je za generalnega sekretarja imenovan Anders Fogh Rasmussen.
- 6. april – potres v L'Aquili, Italija, z jakostjo 5,8 po Richterjevi lestvici zahteva tristo žrtev, okrog 1500 je ranjenih.
- 9. april – na območje Mežakle pade meteorit Jesenice, drugi potrjeni meteorit s slovenskega ozemlja.
- 11. april – drugi del letnega vrha Zveze držav Jugovzhodne Azije na Tajskem je odpovedan zaradi protestnikov.
- 21. april – ameriška Kongresna knjižnica in UNESCO oznanita pričetek delovanja Svetovne digitalne knjižnice.
- 24. april – Svetovna zdravstvena organizacija izda opozorilo o epidemičnem širjenju novega seva virusa gripe A z oznako H1N1 (t. i. »prašičje gripe«), ki se je od takrat pojavil v različnih državah, predvsem Mehiki, in naj bi povzročil smrt več kot 150 ljudi.

### Maj
- 10. maj – turnir elitne divizije Svetovnega prvenstva v hokeju na ledu 2009 se konča z zmago ruske reprezentance.
- 12. maj – Slovenija prevzame polletno vodenje Sveta Evrope.
- 18. maj – z dokončnim porazom uporniških Tamilskih Tigrov se konča 26-letna državljanska vojna na Šrilanki.

### Junij
- 1. junij – let 447 družbe Air France na poti iz Ria de Janeira v Pariz strmoglavi v Atlantski ocean, umre 228 ljudi.
- 1. junij – General Motors, drugi največji proizvajalec avtomobilov na svetu, razglasi stečaj.
- 4. – 7. junij – volitve v Evropski parlament (natančen datum izvedbe je odvisen od posamezne države članice; volitve slovenskih predstavnikov so bile 7. junija)
- 12. junij – Mahmud Ahmadinedžad je ponovno izvoljen za predsednika Irana; rezultati volitev, ki so po mnenju opozicije sporne, izzovejo množične proteste.
- 21. junij – skladno z rezultati referenduma o večji avtonomiji znotraj Danske vzpostavi Grenlandija neodvisno sodstvo, policijo in nadzor nad lastnimi naravnimi viri ter razglasi grenlandščino kot edini uradni jezik.
- 28. junij – državni udar v Hondurasu: vojska zaradi spornega predloga o referendumu aretira in izžene predsednika Manuela Zelayo ter na njegovo mesto postavi Roberta Michelettija.
- 30. junij – let 626 družbe Yemenia strmoglavi na obalo otoške države Komori. Umre 153 ljudi.

### Julij
- 1. julij – Švedska prevzame predsedovanje Evropski uniji.
- 3. julij – Ivo Sanader nepričakovano razglasi odstop z mesta predsednika vlade Hrvaške.
- 4. – 26. julij – kolesarsko tekmovanje Tour de France 2009; skupni zmagovalec je Španec Alberto Contador
- 8. – 10. julij – 35. vrh G8 v L'Aquili v Italiji.
- 13. julij – Avstrija, Bolgarija, Madžarska, Romunija in Turčija podpišejo mednarodni sporazum o gradnji plinovoda Nabucco.
- 22. julij – Najdaljši sončev mrk v 21. stoletju.

### Avgust
- 7. avgust – tajfun Morakot doseže Tajvan; v neurju umre vsaj 500 ljudi, s čemer je Morakot najsmrtonosnejši tajfun v zgodovini države
- 15. – 23. avgust – 12. svetovno prvenstvo v atletiki, Berlin, Nemčija.

### September
- 7. – 20. september – Evropsko prvenstvo v košarki 2009 na Poljskem se konča z zmago španske reprezentance. Slovenska reprezentanca osvoji četrto mesto, kar je njena najboljša uvrstitev na Evropskih prvenstvih dotlej.
- 11. september – zaradi obtožb o goljufanju njegove stranke pri aprilskih parlamentarnih volitvah odstopi predsednik Moldavije Vladimir Voronin, prvi komunist, ki je postal demokratično izvoljeni voditelj katere od držav nekdanjega vzhodnega bloka.
- 30. september – otočje Samoa v južnem Tihem oceanu prizadene cunami, ki ga je sprožil potres stopnje 8,3 po Richterjevi lestvici. Isti dan potres stopnje 7,6 prizadene zahodno obalo Sumatre, predvsem indonezijsko mesto Padang.

### Oktober
- 2. oktober – Irci na drugem referendumu podprejo Lizbonsko pogodbo o reformi Evropske unije.
- 11. oktober – Irska narodna osvobodilna vojska oznani konec oboroženega upora.
- 13. oktober – Armenija in Turčija podpišeta sporazum, ki naj bi normaliziral odnose in odprl mejo med državama po stoletje trajajočih sporih.

### November
- 3. november – 
  - Češka kot zadnja članica Evropske unije ratificira Lizbonsko pogodbo.
  - v Ljubljani podleže prva smrtna žrtev nove gripe v Sloveniji.[4]
- 4. november – premierja Slovenije in Hrvaške, Borut Pahor in Jadranka Kosor, podpišeta arbitražni sporazum o reševanju mejnega spora med državama.
- 18. november – slovenska nogometna reprezentanca na dodatnih kvalifikacijah za nastop na Svetovnem prvenstvu 2010 premaga rusko in se drugič v svoji zgodovini uvrsti v glavni del tekmovanja.
- 19. november – predsednik vlade Belgije Herman Van Rompuy je izbran za prvega stalnega predsednika Evropskega sveta.
- 20. november – ponovni zagon velikega hadronskega trkalnika, ki je bil v popravilu od septembra 2008.
- 27. november – hitri vlak na progi med Moskvo in Sankt Peterburgom iztiri zaradi eksplozije bombe, med potniki je okrog 30 smrtnih žrtev. Odgovornost za napad kasneje prevzamejo islamski skrajneži iz severnega Kavkaza.
- 28. november – Ruanda je sprejeta v Skupnost narodov, s čemer postane druga članica te povezave brez formalnih zgodovinskih vezi z Združenim kraljestvom.

### December
- 1. december – Lizbonska pogodba o reformi Evropske unije stopi v veljavnost.
- 4. december – v požaru, ki je izbruhnil zaradi uporabe pirotehničnih sredstev v nočnem klubu v Permu (Rusija), umre več kot 100 ljudi, 160 je ranjenih.

## Smrti
Glej tudi: Kategorija:Umrli leta 2009
- 1. januar – Johannes Mario Simmel, avstrijski pisatelj (* 1924)
- 12. januar – Arne Næss, norveški filozof in ekolog (* 1912)
- 14. januar – Dušan Džamonja, hrvaški kipar (* 1928)
- 28. januar – Vasilij Melik, slovenski zgodovinar (* 1921)
- 31. januar – Albin Rudan, slovenski glasbenik, Avsenikov klarinetist (* 1933)
- 25. februar – Philip José Farmer, ameriški pisatelj (* 1918)
- 16. marec – Miljenko Licul, slovenski grafični oblikovalec (* 1946)
- 17. marec – Ernest Mayer, slovenski botanik (* 1920)
- 29. marec – Maurice Jarre, francoski skladatelj in dirigent (* 1924)
- 31. marec – Raúl Alfonsín, argentinski politik in pravnik (* 1927)
- 19. april – James Graham Ballard, britanski pisatelj (* 1930)
- 19. april – Božo Kos, slovenski fizik, ilustrator, urednik in satirik (* 1931)
- 27. april – Miroslav Filip, češki šahist (* 1928)
- 13. maj – Achille Compagnoni, italijanski alpinist (* 1914)
- 29. maj – Ada Škerl, slovenska pesnica in pisateljica (* 1924)
- 3. junij – David Carradine, ameriški filmski in televizijski igralec (* 1936)
- 6. junij – Jean Dausset, francoski zdravnik imunolog, nobelovec (* 1916)
- 25. junij – Michael Jackson, ameriški glasbenik (* 1958)
- 30. junij – Pina Bausch, nemška koreografinja (* 1940)
- 10. julij – Peter Božič, slovenski pisatelj in dramatik (* 1932)
- 1. avgust – Corazon Aquino, filipinska političarka (* 1933)
- 8. september – Aage Niels Bohr, danski fizik in nobelovec (* 1922)
- 14. september – Patrick Swayze, ameriški igralec in plesalec (* 1952)
- 5. oktober – Izrail Mojisejevič Gelfand, rusko-ameriški matematik, biolog, fiziolog in biokemik (* 1913)
- 1. november – Claude Lévi-Strauss, francoski etnolog, antropolog, sociolog in filozof (* 1908)
- 3. november – Francisco Ayala, španski pisatelj (* 1906)
- 8. november – Vitalij Lazarevič Ginzburg, ruski fizik in astrofizik, nobelovec (* 1916)
- 8. november – Borut Pečar, slovenski arhitekt, pisatelj, ilustrator in karikaturist (* 1931)
- 10. november – Tomaž Humar, slovenski alpinist (* 1969)
- 20. november – Kristina Brenk, slovenska pesnica, dramatičarka in prevajalka (* 1911)
- 13. december – Paul Samuelson, ameriški ekonomist, nobelovec 1970 (* 1915)
- 21. december – Edwin G. Krebs, ameriški biokemik, nobelovec (* 1918)

## Nobelove nagrade
- fizika: Charles Kuen Kao, Willard Sterling Boyle in George Elwood Smith
- kemija: Venkatraman Ramakrišnan, Thomas A. Steitz in Ada E. Yonath
- fiziologija ali medicina: Elizabeth Blackburn, Carol W. Greider in Jack W. Szostak
- književnost: Herta Müller
- mir: Barack Obama
- ekonomija: Elinor Ostrom in Oliver Williamson